# Помилка

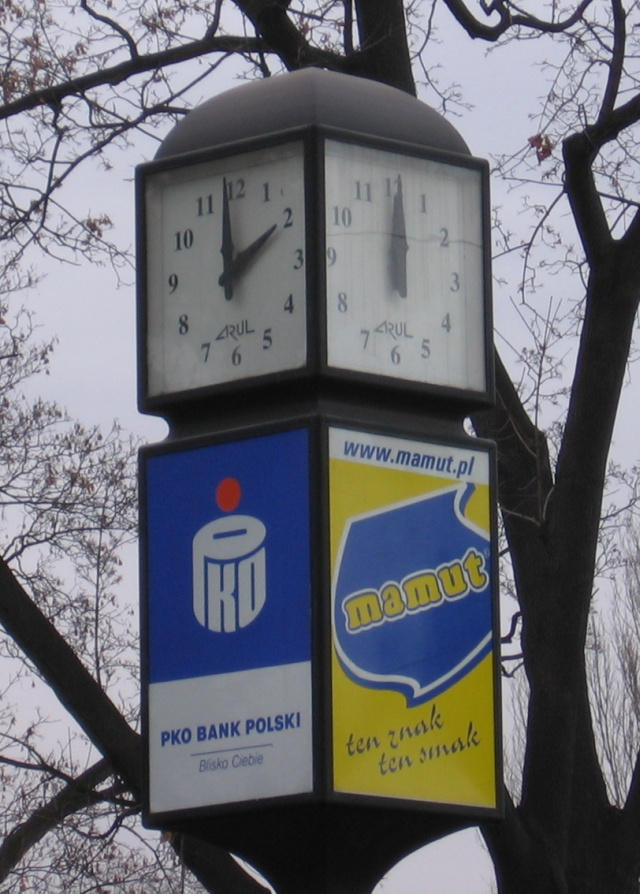
Помилка в показах годинників.

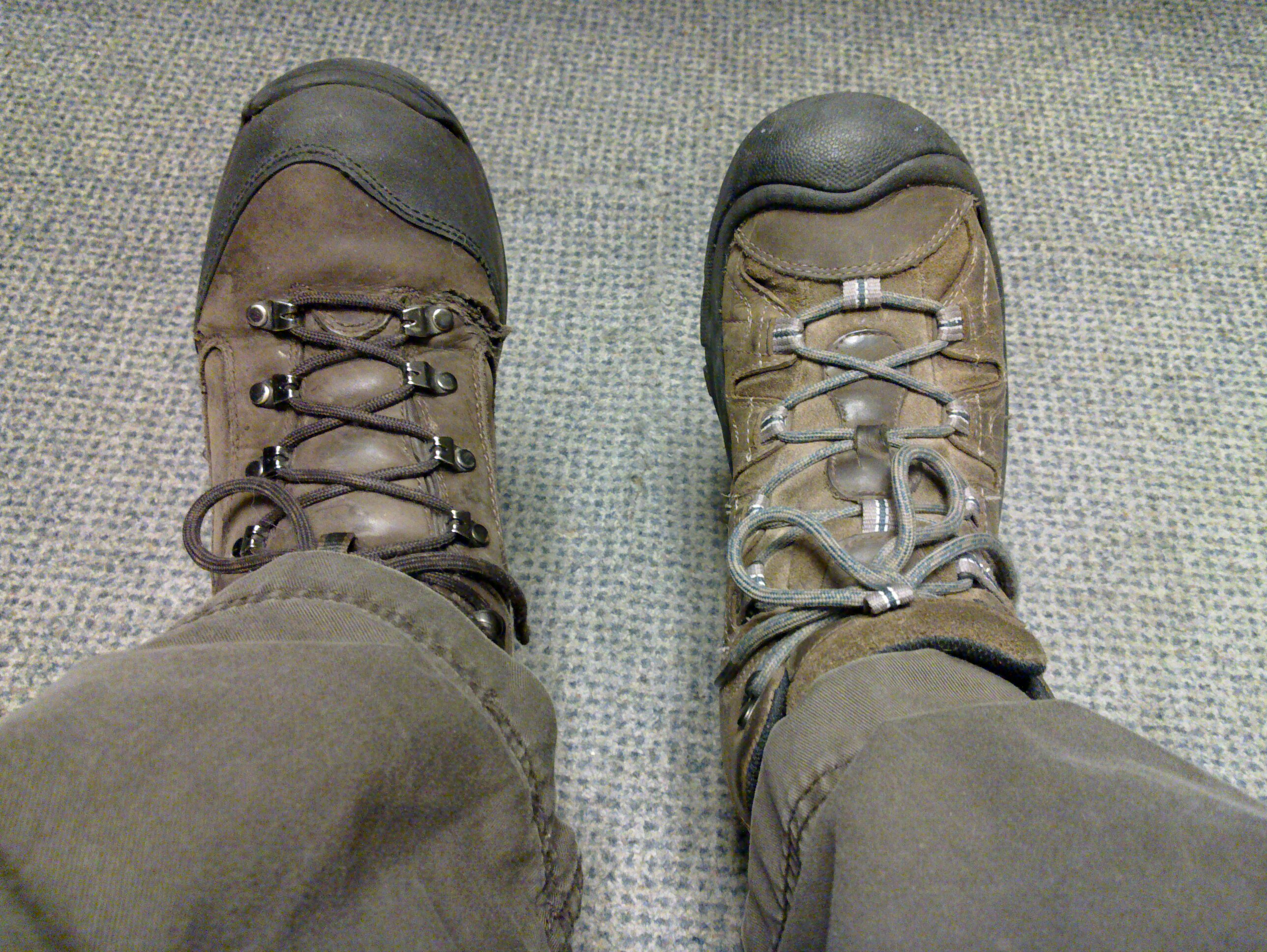
Помилка при взуванні.

Помилка — ненавмисне, забудькувате відхилення від правильних дій, вчинків, думок; різниця між очікуваною або виміряної і реальною величиною.

## Сутність терміна
Помилка — невідповідність між двома групами об'єктів, один з яких є еталоном (граматичне правило, правильну відповідь на завдання, рішення, яке призвело б до бажаного результату), а другий — чимось, що має місце в дійсності. Помилки трапляються у всіх сферах людської діяльності. Для аналізу помилок (похибок) вимірювань розроблені теорія ймовірностей і статистика.

## Історичні аспекти
Філософи з давніх часів міркували про те, що таке безпомилкове знання, тобто істина, і чому виникають помилкові судження. Філософи-матеріалісти і філософи-ідеалісти вирішували це питання по-різному. Перші з великою довірою ставилися до даних, отриманих дослідним шляхом, другі ж — до умоглядних міркувань. Однак, і серед тих, і серед інших були агностики, які вважали, що пізнання в принципі недостовірно.